# Józef Lange
Józef Lange, född 16 mars 1897 i Warszawa, död 11 augusti 1972 i Warszawa, var en polsk tävlingscyklist.
Lange blev olympisk silvermedaljör i lagförföljelse vid sommarspelen 1924 i Paris.